# Dan Butler
Daniel Eugene Butler (ur. 2 grudnia 1954 w Fort Wayne w stanie Indiana) – amerykański aktor telewizyjny, filmowy i teatralny. Wystąpił w roli Boba „Bulldoga” Briscoe w sitcomie NBC Frasier.